# Pteromalus elpinice
Pteromalus elpinice är en stekelart som beskrevs av Walker 1839. Pteromalus elpinice ingår i släktet Pteromalus och familjen puppglanssteklar. Inga underarter finns listade i Catalogue of Life.